# 1904 no jornalismo
Nesta página encontrará referências aos acontecimentos directamente relacionados com o jornalismo ocorridos durante o ano de 1904.

## Nascimentos
| Data           | Nome                 | Profissão                           | Nacionalidade | Observações | Ref |
| -------------- | -------------------- | ----------------------------------- | ------------- | ----------- | --- |
| 24 de maio     | Dennis Sefton Delmer | jornalista                          | Reino Unido   | m. 1979     |     |
| 23 de outubro  | Eneida de Moraes     | jornalista                          | Brasil        | m. 1971     |     |
| 16 de novembro | Armando de Miranda   | jornalista e cineasta               | Portugal      | m. 1971     |     |
| 3 de dezembro  | Roberto Marinho      | jornalista e fundador da Rede Globo | Brasil        | m. 2003     |     |

## Mortes
| Data | Nome | Profissão | Nacionalidade | Observações | Ref |
| ---- | ---- | --------- | ------------- | ----------- | --- |